# Protaetia ruteri
Protaetia ruteri är en skalbaggsart som beskrevs av Renaud Maurice Adrien Paulian 1959. Protaetia ruteri ingår i släktet Protaetia och familjen Cetoniidae. Inga underarter finns listade i Catalogue of Life.